# アンナ・エミーリエ・フォン・アンハルト＝ケーテン
アンナ・エミーリエ・フォン・アンハルト＝ケーテン＝プレス（Anna Emilie von Anhalt-Köthen-Pleß, 1770年5月20日 - 1830年2月1日）は、ドイツの諸侯アンハルト＝ケーテン家の分家プレス侯爵家の公女。

## 生涯
アンハルト＝ケーテン＝プレス侯フリードリヒ・エルトマンとその妻でシュトルベルク＝ヴェルニゲローデ伯ハインリヒ・エルンストの娘ルイーゼ（1744年 - 1784年）の間の第3子、長女として生まれた。1791年5月21日にプレス（現在のポーランド領シロンスク県プシュチナ郡プシュチナ）において、ハンス・ハインリヒ6世・フォン・ホッホベルク伯爵（Graf Hans Heinrich VI. von Hochberg, 1768年 - 1833年）と結婚した。アンナの男兄弟はいずれも子供が無く、1847年にアンナの弟ハインリヒが死去すると、アンハルト＝ケーテン家は断絶した。この際、女系相続が認められているシレジアのプレス侯領は、アンナの長男ハンス・ハインリヒ10世が相続した。
哲学者フリードリヒ・シュライアマハーの姉妹シャルロッテ・シュライアマハー（Charlotte Schleiermacher）の親友であり、シュライアマハー家を経済的に支援していた。またハルツ狭軌鉄道（Harzer Schmalspurbahnen）の通過地点で、ヴェルニゲローデ郊外のドライ・アンネン・ホーネ（Drei Annen Hohne）は、母方の伯父のシュトルベルク＝ヴェルニゲローデ伯クリスティアン・フリードリヒがアンナ・エミーリエを含む自分の娘や姪たちの洗礼名に因んで付けた地名である。

## 子女
- ルイーゼ（1804年 - 1851年） - 1827年、エドゥアルト・フォン・クライスト伯爵と結婚
- ハンス・ハインリヒ10世（1806年 - 1855年） - プレス侯